# Бирвета
Бирвета (лит. Birvėta, бел. Бірвета), в верхнем течении Канчёгина — река в Витебской области Белоруссии и Литве, правый приток реки Дисны.
Длина реки — 34 км (31 км из них по территории Литвы), площадь водосборного бассейна — 1600 км², среднегодовой расход воды в устье — 10,4 м³/с. Исток реки — озеро Эрзветас, по территории Белоруссии протекает по Полоцкой низменности, где впадает в Дисну. Генеральное направление течения — восток.
Главный приток — река Мяделка (50 км), в бассейне которой находятся Мядельские озёра. Притоки — Свила, Камоя (Камайка). В бассейне реки озеро Свирус (сток в Бирвету через реку Камайка).
Впадает в Дисну около агрогородка Козяны.
Название Бирвета объясняется от финно-угорских слов бира — «река» и вит — «вода».